# Список эскадренных миноносцев России и СССР по алфавиту
А
1. Автроил
2. «Азард» («Артём») — эскадренный миноносец типа «Орфей».
Б
3. «Бдительный» («Кит») — эскадренный миноносец типа «Кит».
4. «Бдительный» — эскадренный миноносец типа «Инженер-механик Зверев».
5. «Бдительный» — эскадренный миноносец проекта 7.
6. «Бдительный» — эскадренный миноносец проекта 30-бис.
7. «Бедовый» — эскадренный миноносец типа «Буйный».
8. «Бедовый» — эскадренный миноносец проекта 56-ЭМ.
9. «Безбоязненный» — эскадренный миноносец проекта 30-бис.
10. «Безбоязненный» — эскадренный миноносец проекта 956.
11. «Безжалостный» — эскадренный миноносец проекта 30-бис.
12. «Беззаветный» — эскадренный миноносец проекта 30-бис.
13. «Безотказный» — эскадренный миноносец проекта 30-бис.
14. «Безудержный» — эскадренный миноносец проекта 30-бис.
15. «Безудержный» — эскадренный миноносец проекта 956.
16. «Безукоризненный» — эскадренный миноносец проекта 30-бис.
17. «Безупречный» — эскадренный миноносец типа «Буйный».
18. «Безупречный» — эскадренный миноносец проекта 7.
19. «Безупречный» — эскадренный миноносец проекта 30-бис.
20. «Безупречный» — эскадренный миноносец проекта 956.
21. «Беспокойный» — эскадренный миноносец типа «Новик».
22. «Беспокойный» — эскадренный миноносец проекта 30-бис.
23. «Беспокойный» — эскадренный миноносец проекта 956.
24. «Беспощадный» («Скат») — эскадренный миноносец типа «Кит».
25. «Беспощадный» — эскадренный миноносец проекта 7.
26. «Беспощадный» — эскадренный миноносец проекта 30-бис.
27. «Бесследный» — эскадренный миноносец проекта 56.
28. «Бессменный» — эскадренный миноносец проекта 30-бис.
29. «Бесстрашный» («Дельфин») — эскадренный миноносец типа «Кит».
30. «Бесстрашный» — эскадренный миноносец проекта 30-бис.
31. «Бесстрашный» — эскадренный миноносец проекта 956.
32. «Бесшумный» («Касатка») — эскадренный миноносец типа «Кит».
33. «Бесшумный» — эскадренный миноносец проекта 30-бис.
34. «Благородный» — эскадренный миноносец проекта 56.
35. «Блестящий» — эскадренный миноносец проекта 56.
36. «Бодрый» — эскадренный миноносец типа «Буйный».
37. «Бодрый» — эскадренный миноносец проекта 7.
38. «Боевой» — эскадренный миноносец типа «Сом» («Боевой»).
39. «Боевой» — эскадренный миноносец типа «Инженер-механик Зверев».
40. «Боевой» — эскадренный миноносец проекта 30-бис.
41. «Боевой» — эскадренный миноносец проекта 956.
42. «Бойкий» — эскадренный миноносец типа «Буйный».
43. «Бойкий» — эскадренный миноносец проекта 7.
44. «Бойкий» — эскадренный миноносец проекта 57.
45. «Блестящий» — эскадренный миноносец типа «Буйный».
46. «Бравый» — эскадренный миноносец типа «Буйный».
47. «Бравый» — эскадренный миноносец проекта 56-К.
48. «Буйный» — эскадренный миноносец типа «Буйный».
49. «Буйный» — эскадренный миноносец проекта 30-бис.
50. «Бурливый» — эскадренный миноносец проекта 56.
51. «Бурный» — эскадренный миноносец типа «Буйный».
52. «Бурный» — эскадренный миноносец типа «Инженер-механик Зверев».
53. «Бурный» — эскадренный миноносец проекта 30-бис.
54. «Бурный» — эскадренный миноносец проекта 956.
55. «Бывалый» — эскадренный миноносец проекта 56.
56. «Быстрый» — эскадренный миноносец типа «Буйный».
57. «Быстрый» — эскадренный миноносец типа «Новик».
58. «Быстрый» — эскадренный миноносец проекта 7.
59. «Быстрый» — эскадренный миноносец проекта 30-бис.
60. «Быстрый» — эскадренный миноносец проекта 956.
В
61. «Важный» — эскадренный миноносец проекта 30-бис.
62. «Вдохновенный» — эскадренный миноносец проекта 56.
63. «Вдумчивый» — эскадренный миноносец проекта 30-бис.
64. «Ведущий» — эскадренный миноносец проекта 30-бис.
65. «Величавый» — эскадренный миноносец проекта 30-бис.
66. «Верный» — эскадренный миноносец проекта 30-бис.
67. «Веский» — эскадренный миноносец проекта 56.
68. «Верный» — эскадренный миноносец проекта 30-бис.
69. «Вёрткий» — эскадренный миноносец проекта 30-бис.
70. «Видный» — эскадренный миноносец типа «Буйный».
71. «Видный» — эскадренный миноносец проекта 30-бис.
72. «Вихревой» — эскадренный миноносец проекта 30-бис.
73. «Вкрадчивый» — эскадренный миноносец проекта 30-бис.
74. «Властный» («Кефаль») — эскадренный миноносец типа «Форель».
75. «Властный» — эскадренный миноносец проекта 30-К.
76. «Влиятельный» — эскадренный миноносец проекта 56.
77. «Внезапный» — эскадренный миноносец проекта 30-бис.
78. «Внимательный» («Форель») — эскадренный миноносец типа «Форель».
79. «Внимательный» — типа «Инженер-механик Зверев».
80. «Внимательный» — эскадренный миноносец проекта 30-бис.
81. «Внушительный» («Осётр») — эскадренный миноносец типа «Форель».
82. «Внушительный» Тип «Инженер-механик Зверев»
83. «Внушительный» — эскадренный миноносец проекта 30-К.
84. «Возбуждённый» — эскадренный миноносец проекта 56.
85. «Возмущённый» — эскадренный миноносец проекта 56.
86. «Волевой» — эскадренный миноносец проекта 30-бис.
87. «Вольный» — эскадренный миноносец проекта 30-бис.
88. «Вразумительный» — эскадренный миноносец проекта 30-бис.
89. «Вспыльчивый» — эскадренный миноносец проекта 30-бис.
90. «Встречный» — эскадренный миноносец проекта 30-бис.
91. «Выдержанный» — эскадренный миноносец проекта 56.
92. «Вызывающий» — эскадренный миноносец проекта 56.
93. «Выносливый» («Стерлядь») — эскадренный миноносец типа «Форель».
94. «Выносливый» — эскадренный миноносец типа «Инженер-механик Зверев».
95. «Выносливый» — эскадренный миноносец проекта 30-бис.
96. «Выразительный» — эскадренный миноносец проекта 30-бис.
Г
97. «Гневный» — эскадренный миноносец типа «Новик».
98. «Гневный» — эскадренный миноносец проекта 7.
99. «Гневный» — эскадренный миноносец проекта 57.
100. «Гордый» — эскадренный миноносец проекта 7.
101. «Гордый» — эскадренный миноносец проекта 57.
102. «Гремящий» — эскадренный миноносец проекта 7.
103. «Гремящий» — эскадренный миноносец проекта 57.
104. «Гремящий» — эскадренный миноносец проекта 956.
105. «Грозный» — эскадренный миноносец типа «Грозный».
106. «Грозный» — эскадренный миноносец проекта 7.
107. «Грозовой» («Лосось») — эскадренный миноносец типа «Форель».
108. «Грозящий» — эскадренный миноносец проекта 7.
109. «Гром» — эскадренный миноносец типа «Орфей».
110. «Громкий» — эскадренный миноносец типа «Грозный».
111. «Громкий» — эскадренный миноносец типа «Новик».
112. «Громкий» — эскадренный миноносец проекта 7.
113. «Громящий» — эскадренный миноносец типа «Грозный».
Д
114. «Дельный» типа «Деятельный».
115. «Дерзкий» — эскадренный миноносец типа «Новик».
116. «Дерзкий» — эскадренный миноносец проекта 57.
117. «Десна» («Энгельс») — эскадренный миноносец типа «Орфей».
118. «Деятельный» — эскадренный миноносец типа «Деятельный».
119. «Достойный» — эскадренный миноносец типа «Деятельный».
Ж
120. «Жаркий» — эскадренный миноносец типа «Лейтенант Пущин»
121. «Жгучий» — эскадренный миноносец проекта 57.
122. «Живой» — эскадренный миноносец типа «Лейтенант Пущин»
123. «Живучий» — эскадренный миноносец типа «Лейтенант Пущин»
124. «Жуткий» — эскадренный миноносец типа «Лейтенант Пущин»
З
125. «Заветный» — эскадренный миноносец типа «Лейтенант Пущин»
126. «Завидный» — эскадренный миноносец типа «Лейтенант Пущин»
127. «Звонкий» — эскадренный миноносец типа «Лейтенант Пущин»
128. «Задорный» («Лейтенант Пущин») — эскадренный миноносец типа «Лейтенант Пущин»
129. «Зоркий» — эскадренный миноносец типа «Лейтенант Пущин»
130. «Зоркий» — эскадренный миноносец проекта 57.
И
131. «Изяслав» — эскадренный миноносец типа «Изяслав»
132. «Инженер-механик Анастасов» — эскадренный миноносец типа «Твёрдый»
133. «Инженер-механик Дмитриев» типа «Инженер-механик Зверев».
134. «Инженер-механик Зверев» типа «Инженер-механик Зверев».
К
135. «Капитан-лейтенант Баранов» — эскадренный миноносец типа «Лейтенант Шестаков»
136. «Капитан Сакен» — эскадренный миноносец типа «Лейтенант Шестаков»
137. «Капитан Юразовский» типа «Инженер-механик Зверев».
138. «Крепкий» — эскадренный миноносец типа «Лейтенант Бураков»
Л
139. «Лейтенант Бураков» — эскадренный миноносец типа «Лейтенант Бураков»
140. «Лейтенант Зацаренный» — эскадренный миноносец типа «Лейтенант Шестаков»
141. «Лейтенант Малеев» — типа «Твёрдый».
142. «Лейтенант Сергеев» типа «Инженер-механик Зверев».
143. «Лейтенант Шестаков» — эскадренный миноносец типа «Лейтенант Шестаков»
144. «Летучий» — эскадренный миноносец типа «Лейтенант Бураков»
145. «Летун» — эскадренный миноносец типа «Орфей»
146. «Лёгкий» — эскадренный миноносец типа «Лейтенант Бураков»
147. «Лихой» — эскадренный миноносец типа «Лейтенант Бураков»
148. «Ловкий» — эскадренный миноносец типа «Лейтенант Бураков»
М
149. «Меткий» — эскадренный миноносец типа «Лейтенант Бураков»
150. «Молодецкий» — эскадренный миноносец типа «Лейтенант Бураков»
151. «Мощный» — эскадренный миноносец типа «Лейтенант Бураков»
Н
152. «Напористый» — эскадренный миноносец проекта 56.
153. «Настойчивый» — эскадренный миноносец проекта 56.
154. «Настойчивый» — эскадренный миноносец проекта 956.
155. «Находчивый» — эскадренный миноносец проекта 56.
156. «Несокрушимый» — эскадренный миноносец проекта 56.
157. «Неудержимый» — эскадренный миноносец проекта 56-М.
158. «Неуловимый» — эскадренный миноносец проекта 56-М.
159. «Неустрашимый» — эскадренный миноносец проекта 41.
О
160. «Оберегающий» — эскадренный миноносец проекта 30-бис.
161. «Образцовый» — эскадренный миноносец проекта 30-К.
162. «Огневой» — эскадренный миноносец проекта 30.
163. «Огненный» — эскадренный миноносец проекта 30-бис.
164. «Одарённый» — эскадренный миноносец проекта 30-К.
165. «Ожесточённый» — эскадренный миноносец проекта 30-бис.
166. «Оживлённый» — эскадренный миноносец проекта 30-бис.
167. «Озарённый» — эскадренный миноносец проекта 30-бис.
168. «Озорной» — эскадренный миноносец проекта 30-К.
169. «Окрылённый» — эскадренный миноносец проекта 30-бис.
170. «Окрылённый» — эскадренный миноносец проекта 956.
171. «Опасный» — эскадренный миноносец проекта 30-бис.
172. «Опытный» — эскадренный миноносец проекта 45.
173. «Осмотрительный» — эскадренный миноносец проекта 30-К.
174. «Осмотрительный» — эскадренный миноносец проекта 956.
175. «Осторожный» — эскадренный миноносец проекта 30-бис.
176. «Острый» — эскадренный миноносец проекта 30-бис.
177. «Отважный» — эскадренный миноносец проекта 30-К.
178. «Ответственный» — эскадренный миноносец проекта 30-бис.
179. «Отзывчивый» — эскадренный миноносец проекта 30-бис.
180. «Отличный» — эскадренный миноносец проекта 30-К.
181. «Отличный» — эскадренный миноносец проекта956.
182. «Отменный» — эскадренный миноносец проекта 30-бис.
183. «Отрадный» — эскадренный миноносец проекта 30-бис.
184. «Отражающий» — эскадренный миноносец проекта 30-бис.
185. «Отрывистый» — эскадренный миноносец проекта 30-бис.
186. «Отчаянный» — эскадренный миноносец проекта 30-бис.
187. «Отчаянный» — эскадренный миноносец проекта 956.
188. «Отчётливый» — эскадренный миноносец проекта 30-бис.
189. «Охраняющий» — эскадренный миноносец проекта 30-бис.
П
190. «Передовой» — эскадренный миноносец проекта 7.
191. «Пламенный» — эскадренный миноносец проекта 56.
192. «Победитель» («Володарский») — эскадренный миноносец типа «Орфей»
193. «Подвижный» («Альбатрос») — эскадренный миноносец типа «Сокол»
194. «Поражающий» («Нырок») — эскадренный миноносец типа «Сокол»
195. «Послушный» («Коршун») — эскадренный миноносец типа «Сокол»
196. «Поспешный» — эскадренный миноносец типа «Новик»
197. «Поспешный» — эскадренный миноносец проекта 7, достроен на заводе № 199, как Решительный.
198. «Прыткий» («Сокол») — эскадренный миноносец типа «Сокол»
199. «Проворный» — эскадренный миноносец проекта 7.
200. «Прозорливый» («Гагара») — эскадренный миноносец типа «Сокол»
201. «Прозорливый» — эскадренный миноносец проекта 56-М.
202. «Пронзительный» («Беркут») — эскадренный миноносец типа «Сокол»
203. «Пронзительный» — эскадренный миноносец типа «Новик».
204. «Прочный» («Ястреб») — типа «Сокол».
205. «Прыткий» — эскадренный миноносец проекта 7.
206. «Прямислав» — эскадренный миноносец типа «Изяслав»
207. «Пылкий» («Кречет») — эскадренный миноносец типа «Сокол»
208. «Пылкий» — эскадренный миноносец типа «Новик».
209. «Пылкий» — эскадренный миноносец проекта 7.
210. «Пылкий» — эскадренный миноносец проекта 30-бис.
Р
211. «Разъярённый» — эскадренный миноносец проекта 7.
212. «Разящий» («Дрозд») — эскадренный миноносец типа «Сокол»
213. «Разящий» — эскадренный миноносец типа «Деятельный»
214. «Разящий» — эскадренный миноносец проекта 7.
215. «Расторопный» («Дятел») — эскадренный миноносец типа «Сокол»
216. «Расторопный» — эскадренный миноносец типа «Деятельный»
217. «Расторопный» — эскадренный миноносец проекта 7.
218. «Расторопный» — эскадренный миноносец проекта 956.
219. «Ревностный» — эскадренный миноносец проекта 7.
220. «Резвый» («Ворон») — эскадренный миноносец типа «Сокол»
221. «Резвый» — эскадренный миноносец проекта 7.
222. «Резкий» — эскадренный миноносец проекта 7.
223. «Ретивый» («Филин») — эскадренный миноносец типа «Сокол»
224. «Ретивый» — эскадренный миноносец проекта 7.
225. «Решительный» («Кондор», «Баклан») — эскадренный миноносец типа «Сокол»
226. «Решительный» — эскадренный миноносец проекта 7.
227. «Рьяный» («Сова») — эскадренный миноносец типа «Сокол»
228. «Рьяный» — эскадренный миноносец проекта 7.
С
229. «Сведущий» — эскадренный миноносец проекта 56.
230. «Светлый» — эскадренный миноносец проекта 56.
231. «Свирепый» («Павлин») — эскадренный миноносец типа «Сокол»
232. «Свирепый» — эскадренный миноносец проекта 7У.
233. «Свободный» — эскадренный миноносец проекта 7У.
234. «Свободный» — эскадренный миноносец проекта 30-бис.
235. «Сердитый» — эскадренный миноносец проекта 7У.
236. «Сердитый» — эскадренный миноносец проекта 30-бис.
237. «Серьёзный» — эскадренный миноносец проекта 30-бис.
238. «Сильный» («Баклан», «Кондор») — эскадренный миноносец типа «Сокол»
239. «Сильный» — эскадренный миноносец типа «Деятельный»
240. «Сильный» — эскадренный миноносец проекта 7У.
241. «Скорый» — эскадренный миноносец проекта 7У.
242. «Скорый» — эскадренный миноносец проекта 30-бис.
243. «Скромный» — эскадренный миноносец проекта 56.
244. «Скрытный» — эскадренный миноносец проекта 56.
245. «Славный» — эскадренный миноносец проекта 7У.
246. «Смелый» — эскадренный миноносец проекта 7У.
247. «Смелый» — эскадренный миноносец проекта 30-бис.
248. «Сметливый» («Пеликан») — эскадренный миноносец типа «Сокол»
249. «Сметливый» — эскадренный миноносец проекта 7.
250. «Сметливый» — эскадренный миноносец проекта 30-бис.
251. «Смотрящий» — эскадренный миноносец проекта 30-бис.
252. «Смышлёный» — эскадренный миноносец проекта 7У.
253. «Смышлёный» — эскадренный миноносец проекта 56.
254. «Совершенный» — эскадренный миноносец проекта 7У.
255. «Совершенный» — эскадренный миноносец проекта 30-бис.
256. «Современный» — эскадренный миноносец проекта 956.
257. «Сознательный» — эскадренный миноносец проекта 56.
258. «Сокрушительный» — эскадренный миноносец проекта 7.
259. «Сокрушительный» — эскадренный миноносец проекта 30-бис.
260. «Солидный» — эскадренный миноносец проекта 30-бис.
261. «Сообразительный» — эскадренный миноносец проекта 7У.
262. «Спешный» — эскадренный миноносец проекта 56.
263. «Спокойный» — эскадренный миноносец проекта 56.
264. «Способный» — эскадренный миноносец проекта 7У.
265. «Способный» — эскадренный миноносец проекта 30-бис.
266. «Справедливый» — эскадренный миноносец проекта 56.
267. «Статный» — эскадренный миноносец проекта 7У.
268. «Статный» — эскадренный миноносец проекта 30-бис.
269. «Степенный» — эскадренный миноносец проекта 30-бис.
270. «Стерегущий» — эскадренный миноносец типа «Украйна»
271. «Стерегущий» — эскадренный миноносец проекта 7.
272. «Стойкий» — эскадренный миноносец проекта 7У.
273. «Стойкий» — эскадренный миноносец проекта 30-бис.
274. «Стойкий» — эскадренный миноносец проекта 956.
275. «Сторожевой» — эскадренный миноносец типа «Деятельный»
276. «Сторожевой» — эскадренный миноносец проекта 7У.
277. «Страшный» — эскадренный миноносец типа «Украйна»
278. «Страшный» — эскадренный миноносец проекта 7У.
279. «Стремительный» («Фазан») — эскадренный миноносец типа «Сокол»
280. «Стремительный» — эскадренный миноносец проекта 7.
281. «Стремительный» — эскадренный миноносец проекта 30-бис.
282. «Строгий» («Лебедь») — эскадренный миноносец типа «Сокол»
283. «Строгий» — эскадренный миноносец проекта 7У.
284. «Стройный» — эскадренный миноносец типа «Сокол»
285. «Стройный» — эскадренный миноносец типа «Деятельный»
286. «Стройный» — эскадренный миноносец проекта 7У.
287. «Суровый» — эскадренный миноносец проекта 7У.
288. «Суровый» — эскадренный миноносец проекта 30-бис.
289. «Счастливый» — эскадренный миноносец типа «Новик».
Т
290. «Твёрдый» — эскадренный миноносец типа «Твёрдый»
291. «Точный» — эскадренный миноносец типа «Твёрдый».
292. «Тревожный» — эскадренный миноносец типа «Твёрдый».
У
293. «Упорный» — эскадренный миноносец проекта 57.
Х
294. «Храбрый» — эскадренный миноносец проекта 57.